# سفارة المغرب في اليونان
سفارة المغرب في اليونان هي أرفع تمثيل دبلوماسي لدولة المغرب لدى اليونان. تقع السفارة في أثينا وهي تهدف لتعزيز المصالح المغربية في اليونان.
السفير الحالي هو محمد الصبيحي منذ 15 ديسمبر 2021

## سفراء المغرب
| الإسم                     | المنصب                 | تاريخ التعيين  | تاريخ تقديم أوراق الإعتماد | تاريخ الانتهاء | ملك المغرب               | رئيس اليونان                                |
| ------------------------- | ---------------------- | -------------- | -------------------------- | -------------- | ------------------------ | ------------------------------------------- |
| محمد الحبيب الفاسي الفهري | سفير                   | 1982           |                            | 1986           | الحسن الثاني             |                                             |
| عبد العزيز اللعبي         | سفير                   | 1988           |                            | 1996           | الحسن الثاني             |                                             |
| نور الدين السفياني        | سفير                   | 5 نوفمبر 1996  |                            | ديسمبر 2000    | الحسن الثاني/محمد السادس |                                             |
| محمد لطفي عواد            | سفير                   | 5 يناير 2001   |                            |                | محمد السادس              |                                             |
| عبد القادر الانصاري       | سفير                   | 7 نوفمبر 2008  |                            | 19 سبتمبر 2016 | محمد السادس              |                                             |
| سمير الدهر                | سفير                   | 13 أكتوبر 2016 |                            | 3 يوليو 2019’  | محمد السادس              |                                             |
| خالد السبتي               | قائم بالأعمال بالنيابة | 2019           |                            | 2021           | محمد السادس              | إيكاتريني ساكيلاروبولو                      |
| محمد الصبيحي              | سفير                   | 15 ديسمبر 2021 | 19 يناير 2022              |                | محمد السادس              | إيكاتريني ساكيلاروبولو/كونستانتينوس تاسولاس |